# Alignements de Kermario
Les alignements de Kermario sont un ensemble d'alignements mégalithiques situé à Carnac dans le département français du Morbihan.

## Localisation
Cet alignement est situé au nord du hameau de Kermario, à environ 1,5 km au nord-est du centre-ville de Carnac, le long de la route RD 196. 

## Historique
Le site a été exploré et décrit par J. Miln en 1877. Il est classé au titre des monuments historiques en 1889.
Le site a subi de nombreuses dégradations ainsi que des restaurations hasardeuses.

## Description
L'alignement  s'étire sur un peu plus de 1 100 m de long et 100 m de large selon une orientation sud-ouest/nord-est. Contrairement aux alignements de Kerlescan et du Ménec, aucune enceinte mégalithique n'est visible à l'extrémité occidentale des alignements. Le site comporte 982 menhirs répartis sur dix rangées parallèles à peu près équidistantes. Comme pour l'alignement du Ménec, la taille des pierres diminue en allant vers l'est. Au niveau de la Petite Métairie, on ne compte plus que neuf files mais les champs voisins ayant fait l'objet d'un épierrage, une file a peut-être été détruite. Au niveau de l'ancien moulin de Kermaux, l'existence d'anciennes carrières a probablement aussi impacté les alignements, car il ne reste alors plus que les sept à huit rangées les plus méridionales. À 850 m du point de départ,  l'alignement devient peu lisible : la création de l'étang de Kerloquet constitue une discontinuité alors même que l'existence de menhirs à cet endroit était attestée. Au-delà, les alignements reprennent avec neuf files de petites pierres s'étirant sur 200 m de long et 45 m de large, connues sous le nom d'alignement de Kerloquet (ou du Manio) mais il pourrait aussi s'agir d'une entité indépendante du site principal.
Le dolmen de Kermario est situé à l'extrémité sud-ouest de l'alignement.

## Mobilier archéologique
Un petit mobilier (poteries, silex, vase et fibule romaine) découvert sur le site est conservé au Musée de Préhistoire de Carnac.